# Doncaster Rovers F.C.
Doncaster Rovers Football Club – angielski klub piłkarski z Doncaster, znany również jako Donny. Obecnie występuje w rozgrywkach League One, trzecim poziomie angielskiego systemu ligowego.

## Obecny skład
Stan na 31 stycznia 2023
| Nr | Poz. | Piłkarz                                      |
| -- | ---- | -------------------------------------------- |
| 1  | BR   | Jonathan Mitchell                            |
| 2  | OB   | James Brown (Wypożyczony z Blackburn Rovers) |
| 3  | OB   | James Maxwell                                |
| 4  | OB   | Tom Anderson (kapitan)                       |
| 5  | OB   | Joseph Olowu                                 |
| 6  | OB   | Ro-Shaun Williams                            |
| 7  | PO   | Luke Molyneux                                |
| 9  | NA   | George Miller                                |
| 10 | PO   | Tommy Rowe                                   |
| 11 | PO   | Jon Taylor                                   |
| 12 | OB   | Ollie Younger                                |
| 13 | BR   | Louis Jones                                  |
| 14 | PO   | Harrison Biggins                             |

| Nr | Poz. | Piłkarz                                              |
| -- | ---- | ---------------------------------------------------- |
| 15 | OB   | Adam Long                                            |
| 16 | PO   | Aidan Barlow                                         |
| 17 | NA   | Reo Griffiths                                        |
| 18 | OB   | Ben Nelson (Wypożyczony z Leicester City)            |
| 19 | OB   | Charlie Seaman                                       |
| 20 | PO   | Todd Miller (Wypożyczony z Brighton and Hove Albion) |
| 21 | PO   | Kyle Hurst                                           |
| 22 | NA   | Kieran Agard                                         |
| 23 | PO   | Charlie Lakin                                        |
| 27 | PO   | Liam Ravenhill                                       |
| 29 | PO   | Jack Degruchy                                        |
| 32 | BR   | Ben Bottomley                                        |
| 33 | PO   | Ben Close                                            |

### Piłkarze na wypożyczeniu
| Nr | Poz. | Piłkarz                         |
| -- | ---- | ------------------------------- |
| 28 | OB   | Bobby Faulkner (w Worksop Town) |
| 30 | NA   | Tavonga Kuleya (w Worksop Town) |